# União das Freguesias de Cepos e Teixeira
União das Freguesias de Cepos e Teixeira (portugiesisch für: Vereinigung der Gemeinden Cepos und Teixeira), kurz Cepos e Teixeira, ist eine portugiesische Gemeinde (Freguesia) im Kreis Arganil mit 32,71 km² Fläche und 270 Einwohnern (2011). Seine Bevölkerungsdichte beträgt 8,3 Einwohner/km².

## Geschichte
Die Gemeinde entstand im Zuge der Gebietsreform vom 29. September 2013 durch die Zusammenlegung der ehemaligen Gemeinden Cepos und Teixeira. Cepos wurde Sitz der neuen Verwaltung.

## Demographie
| Freguesia | Freguesia        | Freguesia | Freguesia       | ehemalige Freguesias | ehemalige Freguesias | ehemalige Freguesias | ehemalige Freguesias |
| --------- | ---------------- | --------- | --------------- | -------------------- | -------------------- | -------------------- | -------------------- |
| Wappen    | Freguesia        | Einwohner | Fläche in (km²) | Wappen               | Freguesia            | Einwohner            | Fläche in (km²)      |
|           | Cepos e Teixeira | 269       | 32,71           |                      | Cepos                | 135                  | 14,03                |
|           | Cepos e Teixeira | 269       | 32,71           | Teixeira             | 134                  | 18,68                |                      |